# Mediorhynchus oswaldocruzi
Espèce
Mediorhynchus oswaldocruzi est une espèce d'acanthocéphales de la famille des Gigantorhynchidae. C'est un parasite digestif d'oiseaux au Brésil.